# Indicatif régional 949

Carte de l'État de Californie avec les territoires de ses indicatifs régionaux. L'indicatif régional 949 est en rouge.

L'indicatif régional 949 est l'un des multiples indicatifs téléphoniques régionaux de l'État de Californie aux États-Unis.
Cet indicatif dessert le sud et l'est du comté d'Orange et le sud-ouest du comté de San Bernardino.  Plus précisément, il dessert les villes de Irvine, Laguna Beach, Newport Beach, San Juan Capistrano et San Clemente.
La carte ci-contre indique en rouge le territoire couvert par l'indicatif 949.
L'indicatif régional 949 fait partie du Plan de numérotation nord-américain.